# الأذرية القديمة

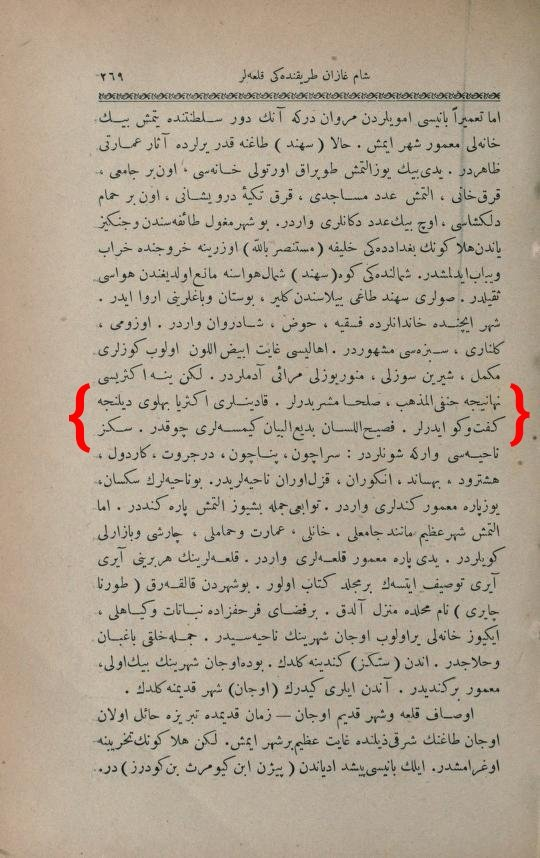
صفحة من رحلة أوليا جلبي، الرحالة العثماني حول العالم، والتي تتناول انتشار اللغة الأذرية بين نساء مدينة مراغة في القرن العاشر الهجري.

اللغة الأذرية القديمة هي لغة إيرانية منقرضة كان يتحدث بها سكان المنطقة التاريخية الإيرانية الشمالية الغربية من أذربيجان (أذربيجان الإيرانية) قبل تتريك المنطقة. يعتقد بعض اللغويين أن لهجات تاتي [الإنجليزية] الجنوبية لأذربيجان الإيرانية حول تاكستان مثل لهجات الحرزاندية [الإنجليزية] والكارنجانية [الإنجليزية]هي بقايا من اللهجة الأذربيجانية القديمة. إلى جانب لهجات التات، من المعروف أن اللغة الأذربيجانية القديمة لها صلات قوية مع اللغة الطالشية والزازية، وتعتبر الزازية والطالشية لدى بعض علماء اللغويات من بقايا اللغة الأذربيجانية القديمة. أثبت عالم اللغويات الإيراني دبليو. بي هيننج أن اللغة الحرزاندية [الإنجليزية] تشترك في العديد من السمات اللغوية مع كل من الطالشية والزازاكية ووضع اللغة الحرزاندية [الإنجليزية] بين الطالشية والزازكية.
كانت اللغة الأذرية القديمة هي اللغة السائدة في أذربيجان قبل أن تُستبدل باللغة الأذربيجانية (الأذرية)، وهي لغة تركية.  مع أن اللفظين متشابهين، إلا أنه لا ينبغي الخلط بين اللغة الأذرية (الأذربيجانية) القديمة - وهي لغة إيرانية قديمة تحدث بها سكان منطقة أذربيجان التاريخية - وبين اللغة الأذرية (الأذربيجانية) الحديثة - وهي لغة تركية تتارية حديثة، حصلت بسبب سياسات التتريك والهجرة - حيث إن اللغتين ليستا من نفس العائلة.

## الدراسات الأولية
كان أحمد كسراوي، وهو عالم لغوي أذربيجاني إيراني بارز، أول باحث قام بدراسة اللغة الإيرانية في منطقة أذربيجان التاريخية في إيران. وقد أجرى بحثًا شاملًا معتمدًا على المصادر التاريخية العربية والفارسية والتركية واليونانية، وخلص إلى أن اللغة الأذرية القديمة كانت لغة هذه المنطقة من إيران قبل أن تتبنى اللغة التركية التي تحمل الاسم نفسه. أظهرت الأبحاث التاريخية أن الأذربيجانيين كانوا شعبًا إيرانيًا قبل وصول الأتراك السلاجقة إلى المنطقة.

### عن لغة المراغة
يذكر حمد الله المستوفي من القرن الثالث عشر لغة المراغة باسم "البهلوية المغايرة".
يقول الرحالة التركي العثماني أوليا جلبي الذي سافر إلى إيران الصفوية في القرن السابع عشر أيضًا: "تتحدث غالبية النساء في مراغة باللغة البهلوية".
وفقًا لموسوعة الإسلام: "في الوقت الحاضر، يتحدث السكان اللغة التركية الأذرية، ولكن في القرن الرابع عشر كانوا لا يزالون يتحدثون "البهلوية العربية" (نزهة القلوب) والتي تعني لهجة إيرانية من المجموعة الشمالية الغربية".

## طالع أيضًا
- الأذرية أو اللغة القديمة في أذربيجان [الإنجليزية]
- لغات أذربيجان
- لغات إيران
- لغة تاتي (إيران) [الإنجليزية]
- سفينة تبريز
- نزهة المجالس